# 甸中镇
甸中镇，是中华人民共和国云南省玉溪市峨山彝族自治县下辖的一个镇。

## 行政区划
甸中镇下辖以下地区：
甸中社区、西就村、甸头村、大寨村、镜湖村、下营村、小河村、小甸中村、昔古牙村、甸尾村和白土村。